# Shih (Komponist)
Shih (* 29. November 1950 in Taipeh, Taiwan) ist ein aus Taipeh stammender Komponist. Shih lebt und arbeitet seit 1974 in Wien. Auf seinen kompletten Namen (Shih Chieh 施捷) verzichtete er wegen falscher Schreibung und Aussprache.

## Leben
Seine Berufswahl führte Shih 1974 nach Österreich. An der Universität für Musik und Darstellende Kunst in Wien studierte er Harfe und Komposition; das Studium schloss er 1983 mit dem Diplom im Fach Komposition ab. Seit 1984 ist er österreichischer Staatsbürger.
Shih ist als freischaffender Komponist und Musikpädagoge tätig, seit 2002 auch als künstlerischer Leiter des von ihm
gegründeten Pazifik Jugendorchesters Wien. Besondere Verdienste erwarb er sich als Vermittler zeitgenössischer österreichischer Musik nach China. Seine eigenen Werke – Kammermusik, Ballettmusik, Lieder,
große Orchesterwerke, Oper und Oratorium – wurden in vielen europäischen und asiatischen Ländern sowie in den USA aufgeführt.
Die internationale Kritik wurde erstmals 1994 auf Shih aufmerksam: als in der Leipziger Oper mit durchschlagendem Erfolg seine Kammeroper „Vatermord“ herauskam (nach der
Uraufführung in Dresden und gefolgt von Aufführungen in Nürnberg, Erlangen, Wien und Berlin). Weitere wichtige Schritte waren das in Münster uraufgeführte und in den Niederlanden nachgespielte Oratorium „Lebend’ges Land“ sowie der Zyklus „Ein Takt für...“ (z. B. „Ein Takt für Klarinette und Klavier“), mit dem Shih zu seinem eigenen Stil einer formskeptisch-enthaltsamen Umsetzung emotionaler Zustände und Prozesse fand, an der die Kritik vor allem Schwerelosigkeit, Abwendung vom äußerlichen Effekt sowie ein hohes Maß an interpretatorischem Freiraum rühmt. Zu seinen CDs gehören die ORF-Aufnahme der Kammeroper „Vatermord“ und „21st century portraits“.
Shih beschäftigt sich seit langem mit dem Thema der Klangdynamik in Räumen. Die Uraufführung seiner Komposition „Ein Takt für einen Streicher (nach Wahl) und drei Schlagwerker“ war 2008 das erste von vielen Werken in einer Reihe musikalisch-räumlicher Experimente, gefolgt von der Klanginstallation „Prayer“ 2011 in Taiwan (siehe Werkliste).
Mit Fabian Dembski vom Höchstleistungsrechenzentrum Stuttgart und in Zusammenarbeit mit der Universität Kiel sowie dem Zoologischen Museum Kiel entwickelte Shih die Klanginstallationen „Schweigendes Meer“ und „Tanzendes Meer“, die 2015 mit großem Publikums- und Medienerfolg in Kiel uraufgeführt wurden. Starkes Echo fand auch die Weiterentwicklung dieses Konzepts mit der Produktion der Klangskulptur „Wolken und Wellen“ für das Festival „KlangZeit“ im Landesmuseum für Kunst und Kultur Münster (2018).

## Stil
Das „Personenlexikon Österreich“ (2001) urteilt über Shihs
Stil: „Gegner einer formalistischen Kompositionsweise, der sich vor allem mit dem Ausdruck psychischer Vorgänge beschäftigt.“
Und der Musikwissenschaftler Dr. Christian Baier führt aus:
„Es ist schwer, die Kompositionen Shihs in die Schubladen abendländischer Musikrezeption einzuordnen. Zu kontroversiell ist sein Schaffen, um normierende Definitionen zuzulassen. Formsuche und zugleich Formskepsis, Ausdrucksvielfalt und gleichzeitig absolute Beschränkung und Enthaltsamkeit stehen im Schaffen gleichberechtigt nebeneinander.“
Shih selber hält fest:

„Meine Musik ist nicht traditionell, wohl aber traditionsverbunden. Der Komponist ist ein Teil einer langen Tradition. Er steht in dieser Tradition und muss sich mit ihr auseinandersetzen. Natürlich kann ich mich zurückziehen, die Tradition verabschieden und mich ganz dem Experiment hingeben. Aber dann vereinsamt man rasch, nicht nur menschlich, sondern auch künstlerisch. Es ist notwendig, sich der langen kulturgeschichtlichen Vergangenheit bewusst zu sein, um zu einer künstlerischen, d. h. individuellen Gegenwart zu gelangen.“

## Werkliste
- 1981: Epitaph I (Flöte, Oboe, Klarinette und Fagott)
- 1982: Tanzlied – für Flötensolo und sieben Schlaginstrumente
- 1983: Die Nacht vom 15. August – Symphonie in drei Sätzen
- 1983: Tanzsuite – für Streicher, Flöte und Harfe
- 1984: Hera oder Die Suche nach der Manis
- 1984: Sonate – für Violoncello solo
- 1985: Dejaviews (Drei Tänze für Duo) – für Klavier solo
- 1986: Drei Lieder – nach Gedichten von Li Ho für Sopran und Klavier
- 1987: Erinnerungen – nach Gedichten von Charles Chiu
- 1987: Nestors Traum – für Flöte solo
- 1988: Triptychon in L (Klarinette, Violoncello und Klavier)
- 1989: Ein Takt für Klarinette und Klavier (Stygische Elegie)
- 1989: Spuren. Vier Lieder nach Gedichten von Franz Hrastnik für tiefere Stimme und Klavier
- 1991: Epitaph II (Klarinette, Bassetthorn, Horn, Wagner Tuba und zwei Fagott)
- 1991: Ein Takt für Flöte und Orgel
- 1991: Ein Takt für Klavier
- 1991: Ein Takt für Violoncello
- 1992: Ein Takt für Violine und Klavier
- 1994: Ein Takt für Harfe und Streichquartett
- 1994: Vatermord. Kammeroper in neun Episoden
- 1995: …fällt über dem Fluss die Nacht ein (1. Teil der Fluss-Trilogie). Symphonische Musik in einem Satz nach einem Motiv von Marguerite Duras
- 1995: Ein Takt für Altsaxophon und Orgel
- 1996: Die Überquerung des Flusses (2. Teil der Fluss-Trilogie). Kammermusikalische Episode nach einem Motiv von Marguerite Duras
- 1996: Der letzte Walzer – für Klavier solo
- 1997: Lebend'ges Land. Oratorium für Soli, zwei gemischte Chöre, Kinderchor und Orchester
- 1997: Secession. Dialog für Gitarre und die andern zwölf
- 1999: Ein Takt für Gitarre
- 1999: Ein Takt für Saxophonquartett
- 2001: Ein Takt für Viola und Klavier
- 2002: Ein Takt für Pi-Pa und Streichquartett
- 2004: Ein Takt für Harfe
- 2004: Ein Takt für zwei Klaviere und zwei Schlagwerker
- 2005: Die Trennung (3. Teil der Fluss-Trilogie). Symphonische Musik in einem Satz nach einem Motiv von Marguerite Duras
- 2005: Ein Takt für Klavier und vier Streicher
- 2005: Ein Takt für Pi-Pa
- 2006: Ein Takt für neun (Violine, Viola da Gamba, Erhu, Gitarre, Pi-Pa, Laute, Klarinette/Baßklarinette, Cembalo, Schlagzeug)
- 2008: Ein Takt für einen Streicher (nach Wahl) und drei Schlagwerker
- 2008: Ein Takt für Klarinette und Streichquartett
- 2009: Ein Takt für Saxophon und Akkordeon
- 2009: Requiem für Klavier, Streichorchester und Membranophone
- 2010: Wanderschaft – Symphonischer Gesang für Sopran und Kammerorchester nach Georg Trakl
- 2011: Prayer – Klanginstallation für Vokalistin, zwei Frauenchöre, zwei Kinderchören, Orchester und 72 Pauken
- 2012: Ein Takt für sechs Schlagzeuge und einen Schlagwerker (Marimbaphon, Vibraphon, Crotales-Satz, 3 Bongos, Becken, Conga)
- 2015: Schweigendes Meer, Klang-Installation für großes Orchester, gemischten Chor und Kinderchor (Gedichte von Shih)
- 2015: Tanzendes Meer, Klang-Installation für 11 Spieler
- 2018: Wolken und Wellen – Klangskulptur für Kammerensemble, gemischten Chor und Kinderchor (Gedicht nach Rabindranath Tagore)
- 2021: Ein Takt für Posaune
- 2023: Ein Takt für Tuba und Klavier
- 2024: Ein Takt für Posaune und Klavier

## Auszeichnungen
- 1984: Stipendiat der Alban Berg Stiftung
- 1985: Preisträger des Kompositionswettbewerbs der Republik China
- 1994: Kompositionspreis „Blaue Brücke“ des Dresdner Zentrums für zeitgenössische Musik
- 2005: Goldenes Ehrenzeichen für Verdienste um das Land Wien
- 2015: Silbernes Ehrenzeichen für Verdienste um das Land Niederösterreich[4]